# Confederazione di Byeonhan

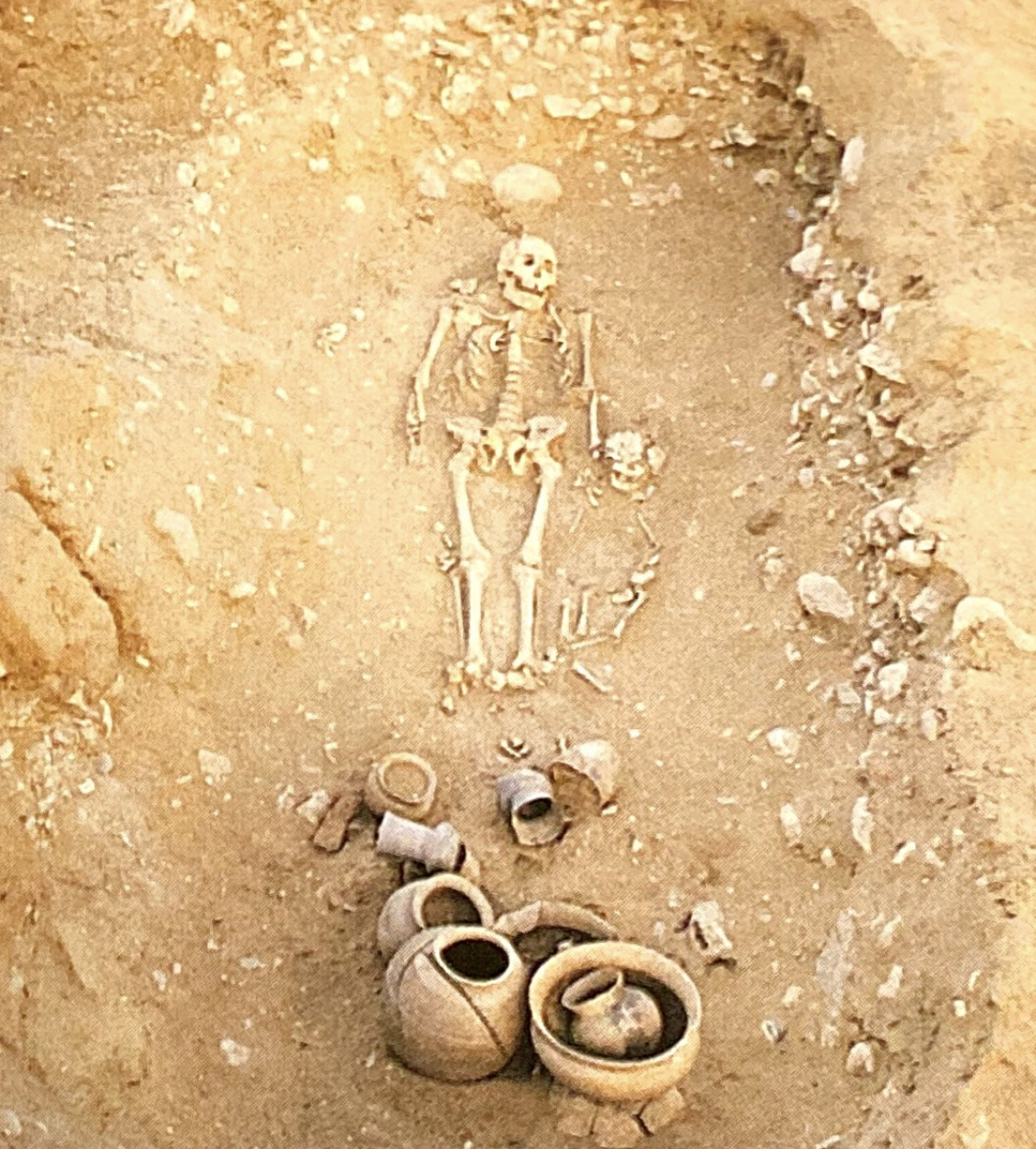
Resti di scheletri del periodo della confederazione di Byeonhan trovati a Gimhae, Corea del Sud, durante scavi archeologici. Si possono notare le tradizioni sepolcrali.

Byeonhan (변한?, 弁韓?, pjʌn.ɦan), altresì nota come Byeonjin, (변진?, 弁辰?, pjʌn.dʑin) fu una confederazione di piccoli Stati che esistì all'incirca dall'inizio dell'era volgare al IV secolo d.C. nella parte meridionale della penisola coreana. Byeonhan era uno dei Samhan (o "Tre Han"), insieme a Mahan e Jinhan.

## Etimologia
Si ritiene che "Byeonhan" (弁韓) sia una combinazione di parole in lingua coreana antica. "Byeon" (변) significava "luccicante", mentre "Han" (한) significava "grande", da cui il significato di Byeonhan, "grande nazione luccicante".
Come parte dei Samhan, Mahan significava "grande nazione del sud" e Jinhan "grande nazione dell'est".

## Storia
Questa prima parte dei Tre Regni di Corea è talvolta chiamata periodo dei Proto-Tre Regni. Byeonhan, come le altre confederazioni Samhan, pare discendere dallo Stato di Jin nella Corea meridionale.
Evidenze archeologiche indicano un incremento dell'attività militare e della produzione di armi nella confederazione nel III secolo, specialmente di punte di freccia e corazze. Ciò può essere associato al declino di Byeonhan e alla crescita della più centralizzata confederazione di Gaya, a cui aderirono la maggior parte degli Stati di Byeonhan. Gaya fu successivamente annessa da Silla, uno dei Tre Regni di Corea.
Diversi aspetti culturali si ritrovano solamente in Byeonhan e non in Jinhan, ma anche nella stessa Byeonhan non erano universali. Una notevole tradizione erano i tatuaggi, fatti sia da uomini che da donne. Un'altra tradizione consisteva nel seppellimento delle piume e della terracotta nelle tombe attorno al corpo del morto, in quanto si pensava che le piume avrebbero aiutato le anime nell'aldilà a volare.
Spesso ci si riferiva a Byeonhan come ente politico come calco di Byeon (弁) e Jin (辰) come Byeonjin, mentre l'etnonimo Han (韓) era usato dai suoi abitanti, così come i loro vicini.
Ci sono altre due ipotesi circa la possibilità che Byeonhan costituisse un'etnicità distinta e separata da Jinhan:
1. Il popolo Wa dell'arcipelago giapponese, descritto in precedenti cronache cinesi come presente anche nelle coste sud della penisola coreana.[6]
2. Qualche gruppo etnico che viaggiò attraverso antiche rotte commerciali del sud viste attraverso la distribuzione della cultura dolmen. Secondo recenti studi che portano a ritrovare Kofun nella provincia del Jeolla Meridionale, le analisi dei componenti delle perline di vetro ritrovatevi suggerisce che la produzione di tale materiale sia stata effettuata in Thailandia.[7]

In ogni caso, non vi è alcuna evidenza che indica una separazione etnica tra Byeonhan e Jinhan, siccome entrambe condivisero essenzialmente la stessa cultura, con diversi costumi religiosi, e apparentemente non erano separate da un chiaro confine secondo le Cronache dei Tre Regni cinesi a loro contemporanee.

## Cultura e lingua
Il Dongyi ("Barbari Orientali") nella sezione del libro degli Wei nelle cronache cinesi Cronache dei Tre Regni constata che la cultura di Byeonhan era simile a quella di Jinhan (言語法俗相似) e che le loro popolazioni vivevano "mescolate tra loro" (弁辰與辰韓雑居), avendo simili lingue e costumi.
Il libro degli Han posteriori del V secolo in ogni caso segnala che vi erano differenze tra le loro lingue e i loro costumi (言語風俗有異), dopo aver constatato che i loro insediamenti e gli abiti erano gli stessi.
Inoltre, il libro degli Wei afferma che "gli uomini e le donne di Chinhan sono vicini ai Wa (男女近倭)", un etnonimo per i contemporanei abitanti dell'arcipelago giapponese, e come i Wa si tatuavano il corpo. Il libro degli Han posteriori tuttavia identifica questo in Byeonhan, constatando che "il loro Stato è vicino a Wa, perciò hanno frequentemente tatuaggi".
Il linguista John Whitman riassume la situazione in questo modo:
In effetti, i testi indicano un'interrelazione più complessa (e plausibile) tra lingua, etnia e raggruppamento protopolitico. [...] La popolazione Chinhan vive mescolata con Pyŏnhan; i cronisti cinesi faticano a descrivere la complessità demografica che ne risulta. Le loro lingue possono essere simili o diverse; alcuni assomigliano ai Wa, altri si tatuano il corpo. Sebbene i toponimi simili ai Wa siano più frequenti nel gruppo Pyŏnhan, uno di questi toponimi è identificato con Chinhan. Questo è esattamente il tipo di complessità che potremmo aspettarci sia associata alla situazione descritta da Ahn, dove una popolazione associata alla cultura della coltivazione del riso umido di Mumun convive insieme a membri più recentemente arrivati della cultura del pugnale di bronzo in stile coreano.

## Politica e commercio
Byeonhan potrebbe essere semplicemente stato una descrizione politica dei poteri decentralizzati a sud e a ovest della valle del fiume Nakdong che non erano formalmente membri della confederazione di Jinhan.
Byeonhan era internazionalmente nota per la sua produzione di ferro, che era altresì il suo principale bene di esportazione presso la comanderia di Lelang a nordovest, l'arcipelago giapponese e il resto della penisola coreana. Era anche un centro di manufattura di gres.

## Stati membri
Secondo le Cronache dei Tre Regni, Byeonhan era costituita da 12 Stati:
- Mirimidong (미리미동국/彌離彌凍國), oggi Miryang.
- Jeopdo (접도국/接塗國), oggi Haman.
- Gojamidong (고자미동국/古資彌凍國), oggi Goseong.
- Gosunsi (고순시국/古淳是國), oggi Jinju, Sacheon o Goseong.
- Ballo (반로국/半路國), oggi Seongju.
- Nangno (낙노국/樂奴國), oggi Hadong o Namhae.
- Gunmi (군미국/軍彌國), oggi Sacheon.
- Mioyama (미오야마국/彌烏邪馬國), oggi Changwon.
- Gamno (감로국/甘路國), oggi Gimcheon.
- Guya (구야국/狗邪國), oggi Gimhae.
- Jujoma (주조마국/走漕馬國), oggi Gimcheon.
- Anya (안야국/安邪國), oggi Haman.
- Dongno (독로국/瀆盧國), oggi Dongnae.